# ماثيو هاريسون
ماثيو هاريسون (بالإنجليزية: Matthew Harrison)‏ هو كاتب سيناريو ومنتج أفلام ومخرج أمريكي، ولد في 1959 في نيويورك في الولايات المتحدة.

## وصلات خارجية
- ماثيو هاريسون على موقع IMDb (الإنجليزية)
- ماثيو هاريسون على موقع ألو سيني (الفرنسية)
- ماثيو هاريسون على موقع أول موفي (الإنجليزية)
- ماثيو هاريسون على موقع قاعدة بيانات الأفلام السويدية (السويدية)
- ماثيو هاريسون على موقع قاعدة بيانات الفيلم (الإنجليزية)
- ماثيو هاريسون على موقع كينوبويسك (الروسية)